# Mitropa Rally Cup
Cet article concerne une compétition automobile. Pour la compétition d'échecs, voir Mitropa Cup. Pour la compétition de football, voir Coupe Mitropa.
La Mitropa Rally Cup (ou Coupe centro-européenne des rallyes) est une compétition de rallyes disputée annuellement entre l'Autriche, l'Italie, la Croatie, la Hongrie, la Suisse et la Slovénie (autrefois aussi l'Allemagne, la Pologne, la République tchèque et l'ex-Yougoslavie). Elle est désormais réservée à des pilotes non professionnels.
Une Coupe des Nations a également été créée en 1979 (l'Allemagne l'a remportée à 21 reprises, devant l'Italie 8 fois), ainsi qu'une Coupe Challenge en 1973.
Une formule Historic et Club Champion existent également.

## Calendrier 2025
Le calendrier 2025 de la Mitropa Rally Cup comporte 9 manches réparties dans 6 pays différents d'Europe centrale dont voici les dates :
12. Rebenland Rallye -  Autriche - 28 & 29 mars 2025
47. Laser Hero Lavanttal Rallye -  Autriche - 11 & 12 avril 2025
26. Rally Porec -  Croatie - 25 au 27 avril 2025
40. AMTK Rally Velenje -  Slovénie - 22 au 24 mai 2025
58. Mecsek Rallye -  Hongrie - 19 au 21 juin 2025
45. Rally Internazionale del Casentino -  Italie - 10 au 12 juillet 2025
14. MOTUL Rally Kumrovec -  Croatie - 4 au 6 septembre 2025
13. Rally Nova Gorica -  Slovénie - 26 au 28 septembre 2025
65. Rallye International du Valais powered by ACS -  Suisse - 23 au 25 octobre 2025

## Palmarès
| Année | Vainqueurs                                 | Voiture                           | Nation          |
| ----- | ------------------------------------------ | --------------------------------- | --------------- |
| 2024  | Philip Geipel / Katrin Becker              | Skoda Fabia & Toyota Yari Rally 2 | Allemagne       |
| 2023  | Andras Hadik                               | Ford Fiesta Rally 2               | Hongrie         |
| 2022  | Hermann Gaßner sr. / Karin Thannhäuser     | Mitsubishi Lancer Evo X           | Allemagne       |
| 2021  | Lukas Dunner                               | Škoda Fabia                       | Allemagne       |
| 2020  | Annulé - COVID                             | Annulé - COVID                    | Annulé - COVID  |
| 2019  | Hermann Gaßner jr.                         | Toyota GT86 Hyundai i20           | Allemagne       |
| 2018  | Gergely Fogasy / Dávid Berendi             | Peugeot 208 T16                   | Allemagne       |
| 2017  | Krisztian Hideg / Balázs Kerek             | Mitsubishi Lancer Evo IX          | Allemagne       |
| 2016  | Krisztian Hideg / Balázs Kerek             | Mitsubishi Lancer Evo IX          | Allemagne       |
| 2015  | Hermann Gaßner sr. / Karin Thannhäuser     | Mitsubishi Lancer Evo X et VIII   | Slovénie        |
| 2014  | Manuel Kössler / Benedikt Hofmann          | Subaru Impreza TMR / STi          | Allemagne       |
| 2013  | Hermann Gaßner sr. / Karin Thannhäuser     | Mitsubishi Lancer Evo X           | Allemagne       |
| 2012  | Bernd Zanon / Florian Zelger               | Renault Clio S1600                | Slovénie        |
| 2011  | Asja Zupanc / Blanka Kacin                 | Mitsubishi Lancer Evo IX          | Italie          |
| 2010  | Hermann Gaßner sr. / Karin Thannhäuser     | Mitsubishi Lancer Evo X           | Tchéquie        |
| 2009  | Hermann Gaßner jr. / Katharina Wüstenhagen | Mitsubishi Lancer Evo IX          | Allemagne       |
| 2008  | Hermann Gaßner sr. / Karin Thannhäuser     | Mitsubishi Lancer Evo IX          | Allemagne       |
| 2007  | Hermann Gaßner sr. / Karin Thannhäuser     | Mitsubishi Lancer Evo IX          | Allemagne       |
| 2006  | Jiri Tosovsky / Michal Slama               | Mitsubishi Lancer Evo IX          | Italie          |
| 2005  | Claudio De Cecco / Jean Campeis            | Subaru Impreza                    | Italie          |
| 2004  | Claudio De Cecco / Jean Campeis            | Peugeot 206 WRC                   | Autriche        |
| 2003  | Ruben Zeltner / Zeltner                    | Mitsubishi Lancer Evo VI et VII   | Allemagne       |
| 2002  | Pier Lorenzo Zanchi / Dario D'Esposito     | Toyota Corolla WRC                | Italie          |
| 2001  | Hermann Gaßner sr. / Karin Thannhäuser     | Mitsubishi Lancer Evo VI          | Italie          |
| 2000  | Matthias Moosleitner / Helmut Entress      | Mitsubishi Lancer Evo VI          | Allemagne       |
| 1999  | Ezio Soppa / Mauro Grassi                  | Lancia Delta Integrale            | Allemagne       |
| 1998  | Anton Werner / Winklhofer                  | Mitsubishi Lancer Evo IV          | Allemagne       |
| 1997  | Lothar Ammelounx                           | Ford Escort Cosworth              | Allemagne       |
| 1996  | Claudio De Cecco / Alberto Barigelli       | Subaru Impreza                    | Italie          |
| 1995  | Wolfgang Weber                             | Ford Escort Cosworth              | Italie          |
| 1994  | Gianmarino Zenere / Daniele Cianci         | Ford Escort Cosworth              | Italie          |
| 1993  | Markus Kipple / Katarina Schreck           | Nissan Sunny GT-R                 | Autriche        |
| 1992  | Wolfgang Weber                             | BMW M3                            | Allemagne       |
| 1991  | Matthias Moosleitner                       | BMW M3                            | Allemagne       |
| 1990  | Matthias Moosleitner                       | BMW M3                            | Allemagne       |
| 1989  | Matthias Moosleitner                       | BMW M3                            | Allemagne       |
| 1988  | Andreas Wetzelsperger / Karl-Heinz Bauer   | BMW M3                            | Allemagne       |
| 1987  | Jiří Sedlář / Josef Častulik               | Skoda 130 LR                      | Allemagne       |
| 1986  | Armin Schwarz / Hans-Joachim Hösch         | Audi 80 Quattro                   | Allemagne       |
| 1985  | Matthias Moosleitner                       | Opel Manta 400                    | Allemagne       |
| 1984  | Matthias Moosleitner                       | Opel Manta 400                    | Tchécoslovaquie |
| 1983  | Franco Ceccato / Roberto Falcon            | Fiat 131 Abarth                   | Allemagne       |
| 1982  | Franco Corradin / Paolo Zami               | Fiat 131 Abarth                   | Allemagne       |
| 1981  | Mario Aldo Pasetti / Ranieri Siega         | Fiat 131 Abarth                   | Allemagne       |
| 1980  | Fritz Unterbuchberger / Peter Zeilberger   | Opel Ascona                       | Allemagne       |
| 1979  | Luigi Lucky Battistolli / Fabrizia Pons    | Fiat 131 Abarth                   | Autriche        |
| 1978  | Vanni Fusaro / Mirko Perissutti            | Fiat 131 Abarth                   | -               |
| 1977  | Franz Wittmann / Traude Schatzl            | Opel Kadett GT/E                  | -               |
| 1976  | Franz Wittmann / Traude Schatzl            | Opel Kadett GT/E                  | -               |
| 1975  | Vanni Tacchini / Giant Simoni              | Fiat 124 Spider                   | -               |
| 1974  | Horst Rack / Helmut Köhler                 | Porsche 911 Carrera RS            | -               |
| 1973  | Horst Rack / Helmut Köhler                 | Porsche 911 S                     | -               |
| 1972  | Raffaele "Lele" Pinto / Luigi Macaluso     | Fiat 124 Spider                   | -               |
| 1971  | Sandro Munari / Mario Manucci              | Lancia Fulvia 1300 HFR            | -               |
| 1970  | Wilfried Gass / Jürgen Säckl               | Porsche 911 S                     | -               |
| 1969  | Günther Wallrabenstein / Jürgen Säckl      | BMW 2002                          | -               |
| 1968  | Wielfried Gass / Jürgen Säckl              | Porsche 911 T                     | -               |
| 1967  | Gerhard Tusch / Gerd Sommerhuber           | Renault 8 Gordini                 | -               |
| 1966  | Arnaldo Cavallari / Dante Salvay           | Alfa Romeo GTA                    | -               |
| 1965  | Walter-Heinz Rhomberg / Horst Ferner       | Austin Cooper S                   | -               |

(nb : l'absence de copilote noté signifie que plusieurs se sont succédé durant la saison)
Remarques :
- Sandro Munari remporte la Coupe FIA des conducteurs 6 ans plus tard, en 1977 ;
- Raffaele "Lele" Pinto remporte le Championnat d'Europe des rallyes la même année, en 1972 ;
- Armin Schwarz le remporte dix ans plus tard, en 1996 ;
- Franz Wittmann est vice-champion d'Europe en 1978 ; Gianmarino Zenere l'est en 1997 (ainsi qu'en catégorie Formule 2 des rallyes européens la même année) ;
- Fabrizia Pons est vice-champion du monde, avec Michèle Mouton pour pilote, en 1982 ;
- Wielfried Gass remporte le rallye Semperit (le plus important d'Autriche) à 3 reprises, en 1966, 1967, et 1970 ;
- Walter-Heinz Rhomberg (1er vainqueur de la Cup - Directeur de la firme Walter Rhomberg Baumeister du groupe industriel international Rhomberg en 1972) et Horst Ferner remportent le rallye Bodensee-Neusiedlersee (le rallye Semperit) en 1965 ; Jürgen Säckl celui de Hesse avec Günther Wallrabenstein en 1969 ;
- Horst Rack a été le copilote de Hans-Joachim Walter (champion d'Europe 1961) à la fin des années 1960 ;
- Une version "Historic" de la Mitropa Cup existe depuis 2005 ;
- L'Euro-Rallye-Trophée, compétition elle aussi dédiée à des pilotes amateurs, se situe dans une aire européenne plus au nord-ouest.